# Bait
Bait (Brasil: A Isca / Portugal: Perigo em Directo) é um filme de comédia de ação policial estadunidense-canadense de 2000 estrelada por Jamie Foxx e David Morse. Foi dirigido por Antoine Fuqua. O filme foi um grande fracasso financeiro, custando à Warner Bros. $51 milhões, mas arrecadando apenas aproximadamente $15 milhões.

## Sinopse
Ao falar rápido, o ladrão mesquinho e traficante Alvin Sanders (Jamie Foxx) é preso por roubar camarões, o pior de seus problemas parece ser ir para a cadeia. Infelizmente, ele acaba dividindo uma cela com John Delano Jaster (Robert Pastorelli), um cara que, enquanto roubava $42 milhões em ouro do Federal Reserve, traiu seu parceiro, Bristol (Doug Hutchison), depois de matar dois amarrados e amordaçados guardas durante o roubo de ouro. Bristol, o mentor do roubo, é o parceiro perigoso de Jaster com um talento especial para computadores, uma longa memória, e que fará qualquer coisa para descobrir onde Jaster escondeu o ouro. Enquanto era interrogado pelo obstinado Agente do Tesouro Edgar Clenteen (David Morse), o traidor morre de insuficiência cardíaca. Todos os federais têm uma mensagem incompreensível que foi deixada com Alvin, então eles decidem libertá-lo e usá-lo como isca para pegar o parceiro, implantando secretamente uma combinação de dispositivo de rastreamento e bug eletrônico na mandíbula de Alvin. A partir desse momento, uma equipe de vigilância pode seguir cada movimento de Alvin e ouvir cada palavra sua. Infelizmente, Alvin tem talento para se meter em encrencas, especialmente com seu irmão mais novo, o criminoso Stevie (Mike Epps) - o que significa que os federais precisam se tornar seus anjos da guarda para que ele possa servir ao seu propósito. Com certeza, Bristol está no encalço de Alvin, usando seus conhecimentos de informática para descobrir que Alvin foi preso ao lado de Jaster e conseguindo obter mais informações dele por meio de um telefonema falso. Alvin logo suspeita das muitas situações que ocorreram desde que ele foi libertado da prisão, especialmente quando ele encontra Bristol cara a cara, mas, eventualmente, Bristol sequestra Alvin enquanto foge das autoridades, causando uma explosão de uma bomba presa a um preso e amordaçado agente Wooly (David Paymer). Depois de interrogar Alvin, Bristol força Alvin a levá-lo ao ouro supostamente escondido na pista de corrida de cavalos em Manhattan, enquanto segura sua namorada Lisa (Kimberly Elise) e bebê refém. Alvin consegue escapar e lutar contra Bristol e libertar Lisa antes que uma bomba explodisse na van em que eles estavam. Alvin consegue ligar a van, dirigi-la e pular bem a tempo antes da explosão da bomba. Bristol alcança Alvin e aponta uma arma para ele, mas Clenteen atira nele várias vezes, salvando Alvin. Alvin agradecido dá um soco em Clenteen devido ao tratamento anterior enquanto estava na prisão, mas Clenteen, não chateado com isso, admite que mereceu.
Mais tarde, Alvin, por meio de uma referência ao zoológico do Bronx, finalmente entende a mensagem que Jaster lhe disse e liga para Clenteen para revelar a localização real do ouro, embora não seja puramente filantrópico, mas pedindo a recompensa percentual na recuperação do ouro roubado ouro.

## Elenco
- Jamie Foxx como Alvin Sanders
- David Morse como Edgar Clenteen
- Doug Hutchison como Bristol
- Kimberly Elise como Lisa Hill
- David Paymer como Agente Wooly
- Mike Epps como Stevie Sanders
- Robert Pastorelli como John Delano Jaster
- Jamie Kennedy como Agente Blum
- Nestor Serrano como Agente Boyle
- Kirk Acevedo como Ramundo
- Jeffrey Donovan como Julio
- Megan Dodds como Agente Walsh
- Tia Texada como Tika
- Neil Crone como Supervisor

## Recepção
No Rotten Tomatoes, o filme tem uma taxa de aprovação de 26%, com base nas avaliações de 82 críticos. O consenso do site diz: "Mesmo que Jamie Foxx brilhe em Bait, o filme tem raízes no videoclipe e um roteiro padronizado que prejudica a credibilidade". No Metacritic, tem uma pontuação de 39 em 100, com base nas avaliações de 28 críticos.
Roger Ebert deu-lhe 3 de 4 estrelas e escreveu que "é exagero, um exercício de comédia de ação que se desprende da lógica e se diverte".

### Bilheteria
O filme estreou em #2 nas bilheterias norte-americanas ganhando $5.485.591 dólares em seu fim de semana de estreia, atrás de The Watcher. Bait acabou falhando em trazer de volta seu orçamento de $51 milhões, uma vez que arrecadou apenas $15 milhões em todo o mundo.

## Trilha sonora
Uma trilha sonora foi lançada em 12 de setembro de 2000 pela Warner Bros. Records com rap e R&B. A trilha sonora alcançou a posição 49 no Top R&B/Hip-Hop Albums.